# Neotominae
Neotominae är en underfamilj i familjen Cricetidae bland gnagarna. Underfamiljen bildas av 16 släkten med tillsammans cirka 125 arter.

## Kännetecken
Arternas yttre påminner om möss eller råttor. De når en kroppslängd mellan 5 och 35 centimeter och därtill kommer en 4 till 24 centimeter lång svans. Vikten är beroende på art och ligger mellan 6 och 450 gram. Pälsen är vanligen tät och färgen är gulaktig, rödbrun, grå eller svart. Undersidan är oftast ljusare i vit eller ljusgrå. De stora öronen som bara har några hår syns tydlig utanför pälsen. Skillnaden mot andra medlemmar av familjen Cricetidae i nya världen består i byggnaden av hannarnas penis.

## Utbredning och habitat
Medlemmar av underfamiljen lever från norra Nordamerika (Alaska och Kanada) över USA till Centralamerika (Panama). De är anpassade till olika habitat som gräsmark, skogar, öknar och bergstrakter.

## Levnadssätt
De flesta arterna lever på marken men det finns även medlemmar med bra förmåga att klättra som lever i träd. Det finns även några arter som lever under jorden och andra som skapar bon av gräs på marken eller bland grenar. Aktiviteten och socialt beteende är beroende på art men ofta är de inte tillräcklig utforskade.
I familjen finns växt- och allätare. Födan består bland annat av frön, frukter, stjälkar, nötter, svampar och rotfrukter men ibland även av insekter och andra ryggradslösa djur. Arter i släktet Onychomys är specialiserade på animalisk föda.
Hos Neotominae förekommer ofta flera kullar per år. Dräktigheten varar i 20 till 40 dagar och per kull föds ett till elva ungdjur (vanligen två eller tre). Ungarna föds blinda, efter två till tre veckor öppnar de ögonen för första gången och efter tre till fyra veckor sluter honan med digivning.

## Systematik
Underfamiljen delas i fyra tribus med 16 släkten:
- tribus Baiomyini
  - pygmémöss (Baiomys), 2 arter
  - bruna möss (Scotinomys), 2 arter
- tribus Neotomini
  - egentliga skogsråttor (Neotoma), 22 arter
    - bland annat Neotoma micropus

  - Magdalenaråtta (Xenomys nelsoni)
  - Allens skogsråtta (Hodomys alleni)
  - dvärgskogsråttor (Nelsonia), 2 arter
- tribus Ochrotomyini
  - guldmus (Ochrotomys nuttalli)
- tribus Reithrodontomyini
  - skördemöss (Reithrodontomys), 20 arter
  - hjortråttor (Peromyscus), 57 arter
  - gräshoppsmöss (Onychomys), 3 arter
  - vulkanmus (Neotomodon alstoni)
  - Podomys floridanus
  - Isthmomys, 2 arter
  - Megadontomys, 3 arter
  - Habromys, 6 arter
  - Osgoodomys banderanus

## Bildgalleri

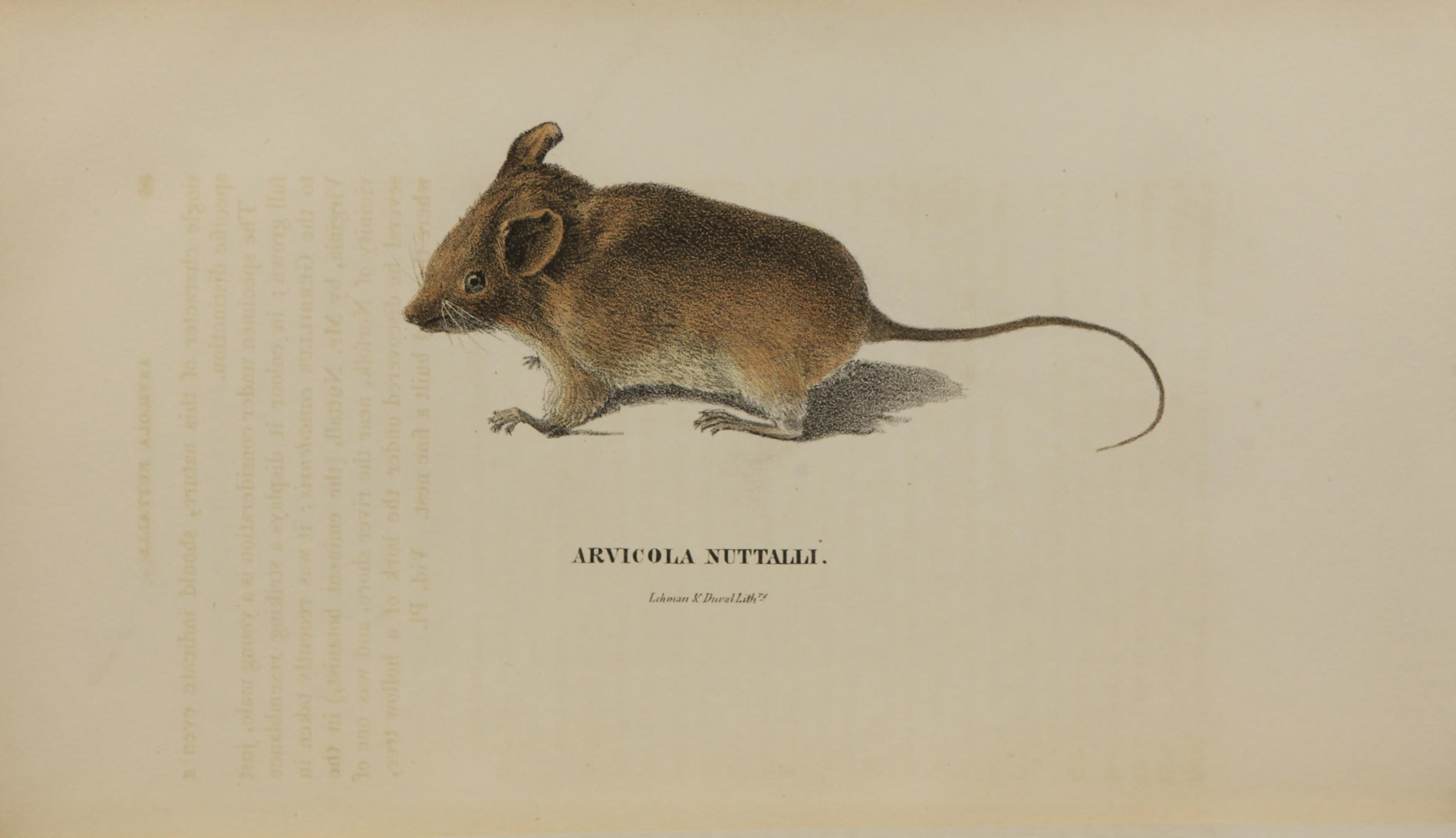
Guldmus
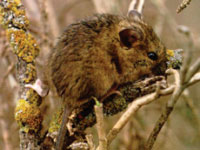
Kärrskördemus
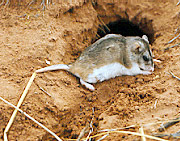
Onychomys leucogaster (en art gräshoppsmöss)
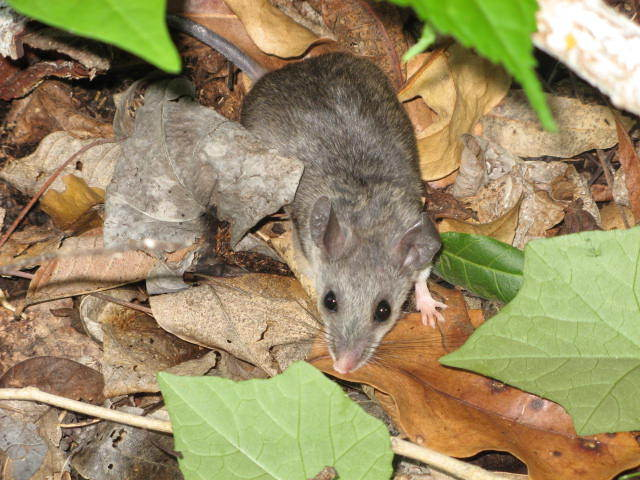
Osgoodomys banderanus